# NGC 4790
NGC 4790 (другие обозначения — MCG -2-33-56, IRAS12522-0958, PGC 43972) — спиральная галактика с перемычкой (SBc) в созвездии Дева.
Этот объект входит в число перечисленных в оригинальной редакции «Нового общего каталога».
В галактике вспыхнула сверхновая SN 2012au типа Ib, её пиковая видимая звездная величина составила 13,8.